# Life with Tom
«Жизнь с Томом» (англ. Life with Tom) — 79-й эпизод мультсериала Том и Джерри вышедший 21 ноября 1953 года.

## Сюжет
Почтальон кладёт в почтовый ящик Джерри письмо, а возле ящика ставит посылку и свистит. На свист приходит Том и подумав, что это посылка для него, открывает почтовый ящик, но ничего в нём не обнаруживает. Том сердито закрывает дверцу ящика и собирается уходить, но видит посылку для Джерри и берёт её. Срывает часть бумаги её и видит книжку, на которой написано «Жизнь с Томом». Джерри выходит из своей норки и идёт к своему почтовому ящику. Том прыгает за кусты. Джерри берёт письмо и уходит.
Том вылезает из кустов и слышит громкий смех публики по радио. Голос в радиоприёмнике говорит:

Вы слышите как все смеются над новым потрясающе смешным романом «Жизнь с Томом». Эта книга нового талантливого автора Джерри Мауса. Её можно купить везде. Обязательно купите «Жизнь с Томом». Это просто что-то.

Том полностью срывает бумагу и видит полное название книги. Открывает книгу и видит предисловие: «Посвящается Тому, без которого моя жизнь была бы прекрасной». Том перелистывает книгу и натыкается на главу седьмую. Фрагмент из мультфильма «Cat Fishin’». Момент, когда Том заставил Джерри быть приманкой для рыб. Но всё заканчивается, тем что Том вынужден убегать от Спайка, которого ударил дубинкой по голове. Под конец главы написано: «Том до сих пор думает, что поймал новый вид рыбы-собаки».
Внезапно Том слышит громкий дружный смех. Это смеются Бутч со своими друзьями. Том перелистывает книгу и натыкается на главу одиннадцатую. Действие главы из мультфильма «The Little Orphan». Том всячески пытается поймать Джерри и его маленького племянника Нибблза, которого он пригласил на ужин в честь Дня Благодарения. Однако его попытки оказываются безуспешными.
Том злобно закрывает книгу. Но опять слышит смех. На этот раз смеются Спайк со своим сыном Тайком. Том вновь перелистывает книгу и попадает на главу двадцатую. События из мультфильма «Kitty Foiled», когда Том пытался на игрушечном поезде раздавить Джерри, привязанного к рельсам. Но в результате проваливается под землю из-за вмешательства нового лучшего друга Джерри - канарейки.
Вновь слышен чей-то смех. Том яростно идёт к норке Джерри и срывает фасад. Том указывает Джерри пальцем на книгу, как бы спрашивая «Это ты написал?», а Джерри кивает головой для подтверждения. Том бьёт Джерри книгой, в результате чего в книге остаётся дырка. Сердитый Джерри показывает Тому письмо и тот читает его:

Дорогой Джерри:
В этом письме вы найдёте два чека на общую сумму пятьдесят тысяч долларов. В соответствии с вашими пожеланиями один из них на половину этой суммы выписан на имя вашего друга Тома.
С наилучшими пожеланиями, Издатель.
'Чек для предъявления в Первый Национальный Банк. Получатель: Том. Сумма: Двадцать пять тысяч долларов.

Посмотрев на Джерри, Том умильно смеётся и гладит его по голове. Том берет книгу и время от времени перелистывает и смеётся над тем, что написано в книге. А Джерри весело наблюдает за этим.

### Флэшбэки
В этом мультфильме были использованы флэшбэки из мультфильмов:
- «Cat Fishin’»
- «The Little Orphan»
- «Kitty Foiled»

## Факты
- Эта серия, одна из тех, где Том и Джерри оба выигрывают.